# Royal Humane Society
Die Royal Humane Society wurde in England 1774 als Society for the Recovery of Persons Apparently Drowned (dt.: Gesellschaft zur Genesung von scheinbar ertrunkenen Personen), gegründet. Vereinszweck war die öffentlichkeitswirksame Verbreitung von Erste-Hilfe-Maßnahmen bei Ertrinken und das Eruieren von Möglichkeiten der Wiederbelebung Ertrunkener durch geeignete Hilfsmittel.
Der Arzt William Hawes (1736–1808), wurde 1773 durch seine Bemühungen berühmt, die Öffentlichkeit von den Möglichkeiten einer Wiederbelebung Ertrunkener mittels geeigneter Hilfsmittel zu überzeugen. Ein Jahr lang zahlte er aus eigener Tasche denjenigen eine Prämie, die ihm innerhalb einer bestimmten Zeitspanne einen aus dem Wasser geborgenen leblosen Körper brachten. Thomas Cogan (1736–1818), ebenfalls Arzt, unterstützte ihn dabei. Er hatte sich während eines Aufenthaltes in Amsterdam, wo 1767 eine Gesellschaft zur Lebensrettung bei Unfällen im Wasser gegründet worden war, für den gleichen Sachverhalt zu interessieren begonnen.
Im Sommer 1774 brachten beide jeweils 15 Freunde zur Gründungsversammlung im Chapter Coffee-house im Umfeld der St Paul’s Cathedral mit. Die Gesellschaft mit Hauptsitz am Londoner Trafalgar Square hat über 280 Außenstellen mit Geräten zur Lebensrettung in Großbritannien. Die erste Außenstelle ist das „Receiving House“ im Londoner Hyde Park, nördlich des Serpentine Sees, das 1794 auf einem von George III. bereitgestellten Grundstück errichtet worden war.

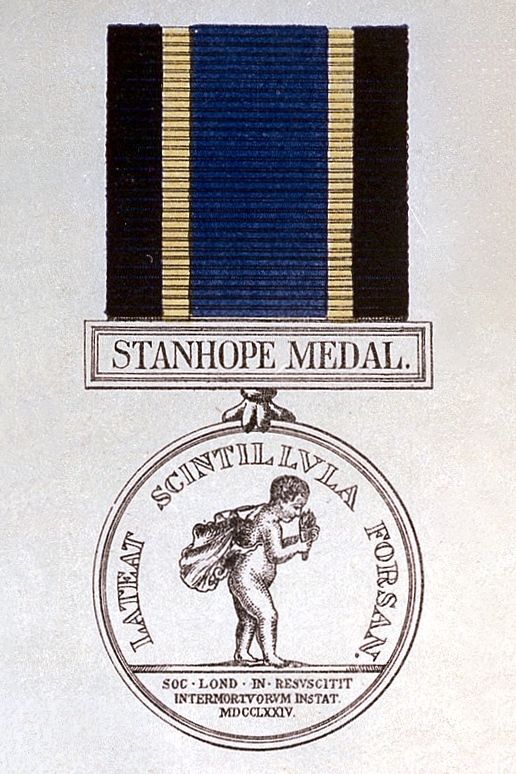
Stanhope Medal

Bootsfahrer und Seeleute werden angehalten, Schwimmern Hilfe zu leisten, im Winter werden so genannte „ice-men“ zu verschiedenen Eislaufflächen in London gesandt. Die Gesellschaft vergibt Geld- und Ehrenpreise an Menschen, die Ertrinkende gerettet oder es versucht haben. Zusätzlich ehrt sie „alle Fälle außerordentlichen Mutes bei Rettung oder Rettungsversuchen Erstickender in Minen, Brunnen oder Silos“ und vergibt Schwimmpreise an öffentliche Schulen und für Trainingsmaßnahmen auf Schiffen.  Seit 1813 wird die „Stanhope Gold Medaille“ für die größte Tapferkeit des Jahres verliehen. Im Laufe des Jahres 1905 wurden 843 Personen für die Rettung von 947 Ertrinkungsunfällen geehrt. Die Gesellschaft erhält sich durch die Unterstützung von Privatleuten.